# Oncostoma
Oncostoma is een geslacht van zangvogels uit de familie tirannen (Tyrannidae).

## Soorten
Het geslacht kent de volgende soorten:
- Oncostoma cinereigulare – Mexicaanse krombektiran
- Oncostoma olivaceum – Colombiaanse krombektiran